# J·B·史慕福
傑瑞·安傑洛·布洛克（英語：Jerry Angelo Brooks，1965年12月16日—）或通稱J·B·史慕福（英語：J. B. Smoove），美國男演員、編劇及喜劇演員。職業生涯始於1995年的電視劇《定義喜劇果醬》；他出演過知名作品如電影《嘻哈奇俠》（2001年）、《驚夜誰保姆》（2011年）、《麥耶斯家的聖誕節》（2016年），以及電視劇《人生如戲》（2007年至今）、《米勒一家》（2013年至2015年）及《好萊塢人夫日記》（2013年至2016年）。

## 外部連結
- 官方网站
- J·B·史慕福在互联网电影资料库（IMDb）上的資料（英文）